# Jan Kovařík
Jan Kovařík (ur. 19 czerwca 1988 w Moście) – czeski piłkarz od 2012 grający w klubie Viktoria Pilzno.
Reprezentował Czechy na Mistrzostwach Europy U-21 w 2011 roku.